# Anna Pohjanen
Anna Karin Severina Pohjanen (* 25. Januar 1974 in Umeå) ist eine ehemalige schwedische Fußballspielerin.

## Karriere

### Vereine
Pohjanen kam in der Spielzeit 1998 zuletzt für den Sunnanå SK in der Damallsvenskan, der höchsten Spielklasse im schwedischen Frauenfußball zum Einsatz, bevor sie zum Ligakonkurrenten Älvsjö AIK wechselte. Während ihrer vier Jahre währenden Zugehörigkeit gewann sie am Ende der ersten beiden Spielzeiten jeweils die Meisterschaft und in der zweiten zusätzlich auch den nationalen Vereinspokal.

### Nationalmannschaft
Nachdem Pohjanen für die Nachwuchsnationalmannschaften des SvFF der Altersklassen U16 und U21 Länderspiele in den letzten fünf Jahren bestritten hatte, nahm sie mit der A-Nationalmannschaft am Turnier um den Algarve-Cup 1995 teil und debütierte in dieser – mit Einwechslung für Eva Zeikfalvy in der 67. Minute – am 14. März 1995 im ersten Spiel der Gruppe A beim 4:0-Sieg über die Nationalmannschaft Italiens im portugiesischen Lagos. Nach ihren zwei weiteren Gruppenspielen, kam sie auch im Finale gegen die Nationalmannschaft Dänemarks am 19. März 1995 in Loulé mit Einwechslung für Ulrika Kalte in der 100. Minute ins Spiel, da dieses erst in der Verlängerung mit 3:2 gewonnen wurde. An diesem Turnier nahm sie 1996 und 1997 in jeweils allen vier Spielen teil. Im Jahr darauf bestritt sie auch alle drei Spiele im Vier-Nationen-Turnier 1998 in Guangzhou. Von 1995 bis 1998 bestritt sie zudem insgesamt 15 in Freundschaft ausgetragene Länderspiele.
Des Weiteren bestritt sie (alle) sechs EM- und (die letzten) fünf WM-Qualifikationsspiele sowie jeweils vier in den jeweiligen Endrunden und mit dem ersten und dritten Spiel der Gruppe E, zwei im olympischen Fußballturnier 1996. Ihre ersten beiden von acht Länderspieltoren gelangen ihr im zweiten EM-Qualifikationsspiel am 15. Oktober 1995 in Smålandsstenar, wo die Nationalmannschaft Rumäniens mit 0:8 unterlegen war, mit den Treffern zum 5:0 und 6:0 in der 80. und 83. Minute. Gar drei Tore gelangen ihr am 13. März 1996 im zweiten Spiel der Gruppe B beim 7:0-Sieg über die Nationalmannschaft Finnlands im Turnier um den Algarve-Cup.

## Erfolge
Nationalmannschaft
- Halbfinalistin Europameisterschaft 1997
- Algarve-Cup-Siegerin: 1995

Älvsjö AIK
- Schwedische Meisterin: 1998, 1999
- Schwedische Pokal-Siegerin: 1999